# Maxi Linder
Maxi Linder (eigentlich Wilhelmina Angelica Adriana Merian Rijburg; * 23. Mai 1902 in Paramaribo; † 14. Januar 1981 ebenda) war eine surinamische Prostituierte.

## Biographie
Maxi Linder wuchs in Paramaribo bei ihrer Mutter auf; der Vater, ein befreiter Sklave, arbeitete als Goldsucher im Landesinnern von Suriname und unterstützte seine Familie. Im Alter von 13 Jahren wurde sie von einem Freund der Familie vergewaltigt. Sie änderte ihren Namen in Maxi Linder – mutmaßlich, weil sie eine Bewunderin des Schauspielers Max Linder war – und begann, sich zu prostituieren.
Während des Zweiten Weltkriegs waren US-Truppen in Suriname stationiert, um die dortigen Bauxitreserven zu bewachen. Die Prostitution florierte zu dieser Zeit. Als bei den Soldaten sexuell übertragbare Erkrankungen zunahmen, wurden alle Prostituierten verhaftet, darunter auch Maxi Linder.
Nach dem Abzug der Soldaten arbeitete Maxi Linder weiter als Prostituierte, bis zum Alter von 68 Jahren. Sie betrieb einen Call-Girl-Service und hatte durch ihre Tätigkeit enge Kontakte zur surinamischen Oberschicht. Sie war selbstbewusst und lebte in einem wohlhabenden Viertel von Paramaribo, in einem Haus zusammen mit rund 50 Hunden. Sie war bekannt für ihr karitatives Engagement und ihre Großzügigkeit. Gegen Ende ihres Lebens wurde sie von den „respektablen“ Bürgern der Stadt gemieden, und sie starb in Armut.

## Erinnerung
1999 veröffentlichte Clark Accord (1961–2011), ein Niederländer surinamischer Herkunft, das Buch De koningin van Paramaribo über Maxi Linder. Es wurde in den Niederlanden mit 120.000 Exemplaren ein Bestseller und in mehrere Sprachen übersetzt. Dabei handelt es sich um einen Roman, der zum Teil auf Interviews und Dokumenten basiert. Auf der Basis dieses Buches entstand das Theaterstück mit Musik De Koningin van Paramaribo.

## Stiftung
1994 wurde die Stichting Maxi Linder Association (SMLA) gegründet. Die Organisation setzt sich für die Rechte und die Gesundheitsfürsorge von Sexarbeitern und Sexarbeiterinnen in Suriname und im karibischen Raum ein. Sie ist Mitglied des Global Network of Sex Work Projects (NSWP). In Paramaribo gibt es das Maxi Linderhuis zur Beratung und Betreuung von Prostituierten.